# Бои под Володаркой

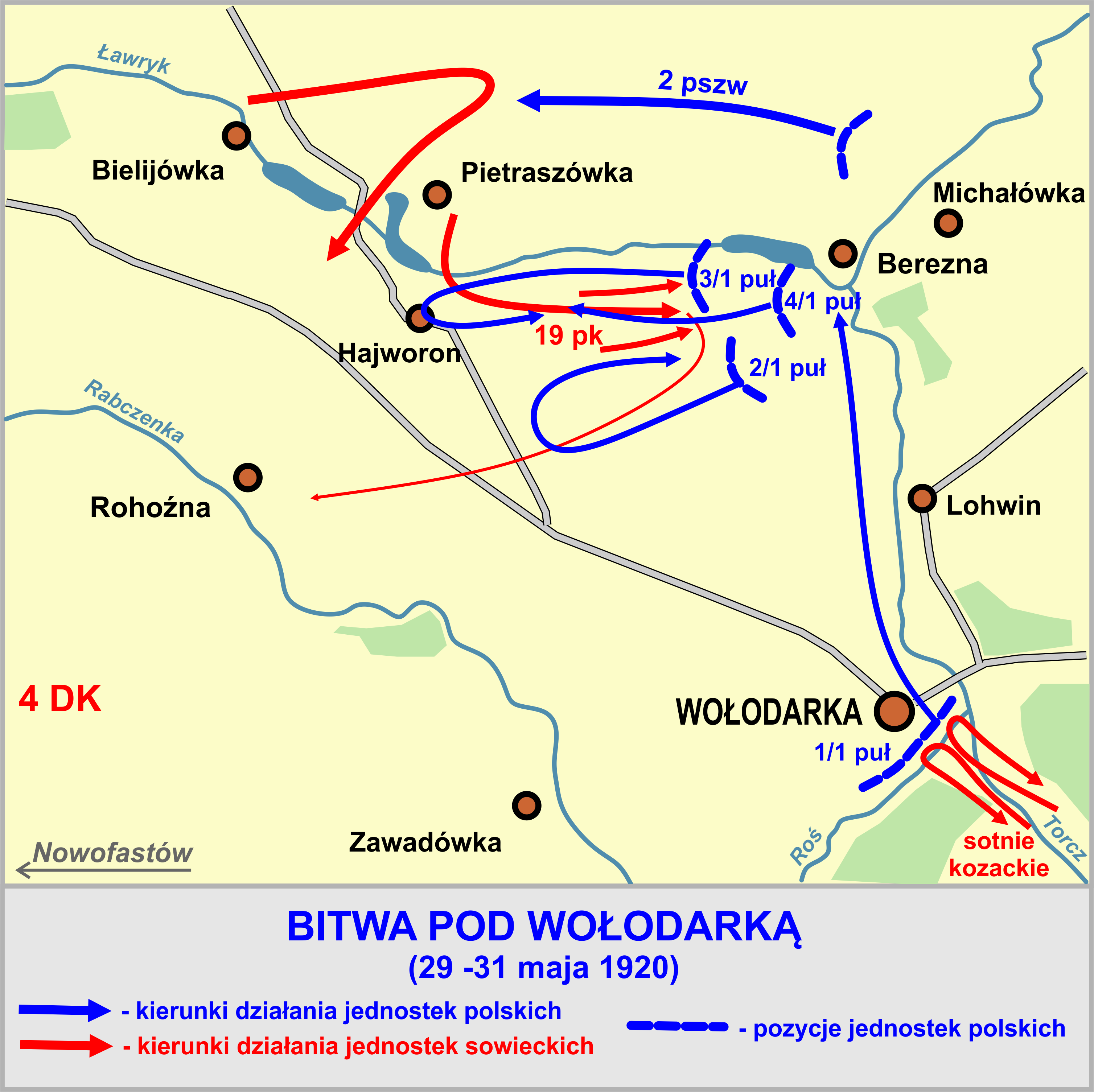
Район боёв 4-й кавдивизии

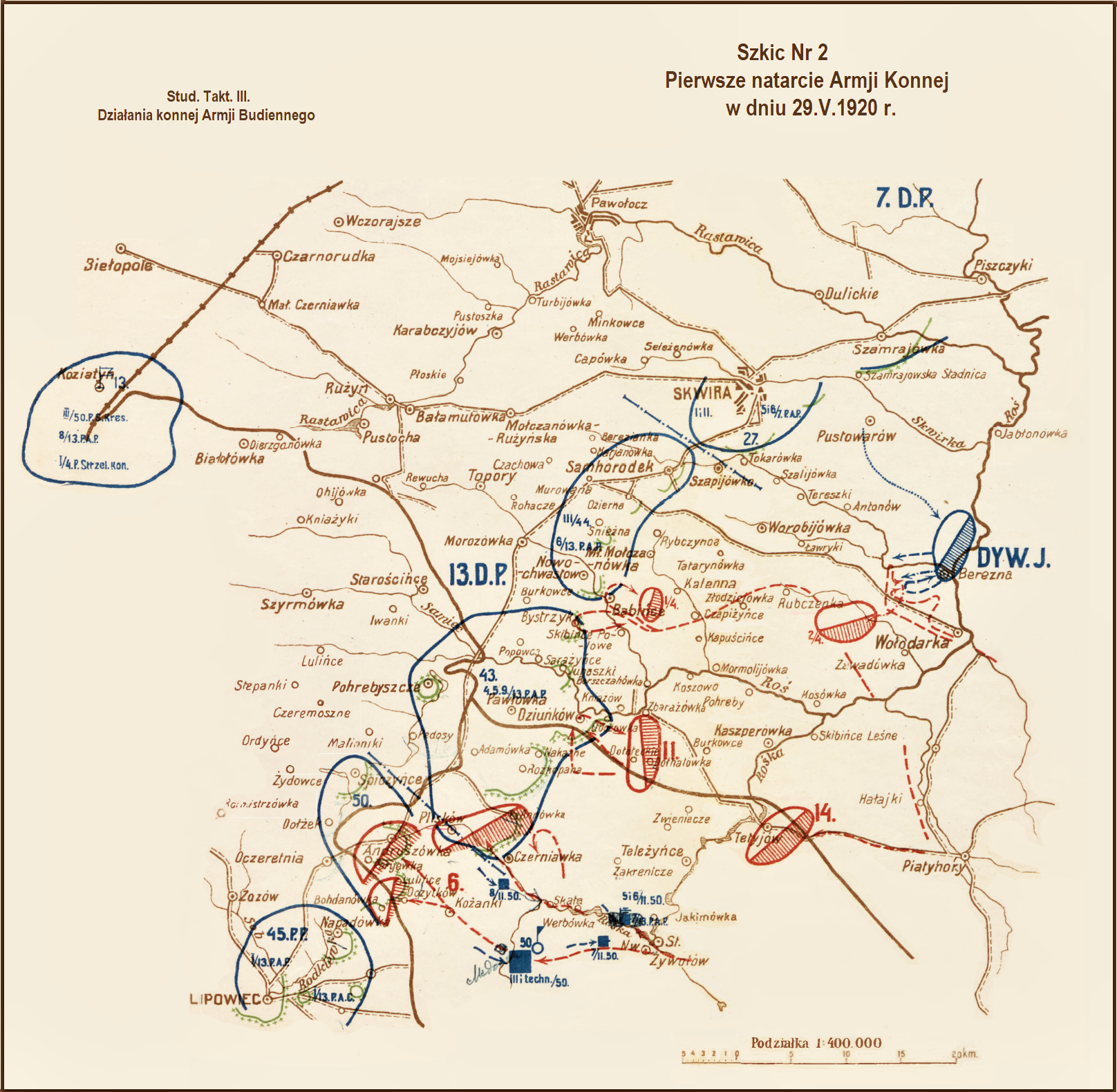
Наступление 1-й Конной армии 29 мая 1920 г.

Бои под Володаркой (польск. Bitwa pod Wołodarką) — бои 4-й кавалерийской дивизии Первой конной армией против польских войск во время польско-советской войны, происходившие 29-31 мая 1920 года на Украине в районе Володарки, Новофастова и Дзионькова.

## Предыстория
Планом командования Юго-Западного фронта предусматривалось в конце мая 1920 года глубокими ударами 1-й Конной и 12-й армией по сходящимся направлениям окружить и уничтожить киевскую группу польских войск.
26 мая 12-я армия РККА и корпус Ионы Якира, переправившийся через Днепр, атаковали польские позиции. На следующий день к наступлению присоединилась 1-я Конная, атаковавшая 13-ю пехотную дивизию польской 6-й армии. Советское командование планировало обойти поляков, продвигаясь вперед двумя колоннами в направлении Белой Церкви и Фастова.

## Ход боёв
На 29 мая дивизиям Конармии была поставлена задача выйти на рубеж Татариновка — Борщаговка — Дзионьков — Плисков — Андрусово. 4-я кавалерийская дивизия, бывшая на правом фланге наступления и продолжая следовать во втором эшелоне, должна была к концу дня 29 мая сосредоточиться в районе Скибянцы Лесные — Кашпировка — Бурковцы. К концу дня 29 мая 4-я кавдивизия достигла указанного ей района, при этом ее правофланговые части первыми вошли в соприкосновение с регулярными кавалерийскими частями польской армии, и 20-й кавалерийский полк провёл бой с 2-м драгунским, 5-м уланским и 16-м уланским Познанским полками. Эти кавалерийские полки были вынуждены отступить. 
Затем передовые части 4-й кавдивизии вошли в соприкосновение и с пехотой противника в районе Ново-Хвастова (Новофастова), причем рота противника, занимавшая местечко Ново-Хвастов, была вытеснена советской конницей из этого пункта. Кавдивизия, следуя в указанный ей район, после 15 часов вступила в соприкосновение со сторожевым охранением противника в районе Дзионькова, а вскоре атаковала местечко Дзионьков, занятое 1-м батальоном 43-го полка. Упорный бой за Дзионьков затянулся до поздней ночи, причем в деле приняли участие две бригады 11-й кавалерийской дивизии, которым к концу дня 29 мая удалось овладеть заречной окраиной Дзионькова, отбросив противника за реку.  
30 мая 4-я кавалерийская дивизия продолжала оставаться в том же районе, который она заняла накануне, причем Ново-Хвастов был ею оставлен.
На 31 мая командующий 1-й Конной армией Буденный поставил задачу своим частям к 1 июня овладеть районом Бердичев — Казатин, при этом начальнику 4-й кавдивизии было приказано прорвать фронт противника, после чего произвести налет на его фланг в западном направлении на Озериа — Рыбинце, уничтожить живую силу противника и отобрать у него технику. По возможности достигнуть рубежа Марьяновка — Березанка — Молчанка, где и закрепиться, выставив сторожевое охранение и ведя разведку в направлении села Новоселица (20 км севернее городка Сквира).
Особое обстоятельство не позволило 4-й дивизии выполнить приказ. 31 мая кавалеристы 3-й донской бригады, состоявшей из казаков, ранее служивших в армии Деникина, а затем призванных в Красную Армию, подошли к польским позициям и после коротких переговоров перешли на сторону противника, изъявив желание сражаться против большевиков. 
В результате упорного сопротивления польских войск наступление 1-й Конной было остановлено. После трех дней тяжелых боев 1-я Конная была вынуждена отступить на свои исходные позиции в районе Умани.